# Векторна авторегресія
Векторна авторегресія (VAR) є економетричною моделлю, що використовуються для описання еволюції і взаємозалежності між кількома часовими рядами, узагальнюючи одномірні AR моделі. Всі змінні в VAR розглядаються симетрично, в тому числі для кожної змінної рівняння, пояснюючи її еволюцію на основі власних лагів (значень за попередні періоди) і лагів всіх інших змінних у моделі. На основі цієї функції, Крістофер Сімс є прихильником використання VAR моделей як вільного від теорії методу оцінки економічних відносин, що є альтернативою «неймовірного обмеження ідентифікації» у структурних моделях.

## Специфікація

### Визначення
VAR модель описує еволюцію набору k змінних (так званих ендогенних змінних) за той же вибірковий період (t = 1, …, Т), як лінійну функцію тільки своїх минулих значень (еволюції). Змінні зібрані в k × 1 вектор уt, який має своїм iим елементом уi, t — спостереження в час t змінної уi. Наприклад, якщо iта змінна ВВП, то уi, t — це значення ВВП в час t.
(Скорочена) р-го порядку VAR, позначається VAR (р), є
{\displaystyle y_{t}=c+A_{1}y_{t-1}+A_{2}y_{t-2}+\cdots +A_{p}y_{t-p}+e_{t},}
де c — це k × 1 вектор констант (точка перетину), Ai є k × k матрицею (для кожного i = 1, …, p) і et є k × 1 вектор похибок, що задовольняє
1. {\displaystyle \mathrm {E} (e_{t})=0\,} — кожна похибка має середнє, що дорівнює нулю;
2. {\displaystyle \mathrm {E} (e_{t}e_{t}')=\Omega \,} — одночасна коваріаційна матриця похибок Ω (k × k додатноозначена матриця);
3. {\displaystyle \mathrm {E} (e_{t}e_{t-k}')=0\,} — для будь-якого ненульового k кореляція в часі відсутня; зокрема, немає автокореляції між окремими похибками.

Спостереження l періодів назад yt-l називається l-тий лаг y. Таким чином, VAR порядку p також називають VAR з p лагами.

### Порядок інтегрування змінних
Відзначимо, що всі використовувані змінні повинні бути того ж порядку інтегрування. Таким чином, ми маємо наступні випадки:
- Всі змінні є l(0) (стаціонарні): це стандартний випадок, тобто VAR в рівні
- Всі змінні є l(d) (нестаціонарні) з d>0:
  - Змінні є коінтегрованими: в VAR необхідно включити термін для виправлення похибки. Модель стає Векторною корекцією похибок моделі (vector error correction model — VECM), яку можна розглядати як обмежена VAR.
  - Змінні не є коінтегрованими: змінні слід провіднімати d разів і отримується VAR в різницях.

### Короткі матричні позначення
Можна записати VAR(p), використовуючи коротке матричне позначення:
{\displaystyle Y=BZ+U\,}
Детальна інформація про матриці в окрема сторінка.

### Приклад
Для загального прикладу VAR(р) з k змінними дивіться цю сторінку.
VAR(1) з двома змінними може бути записана в матричній формі (компактніший запис), як
{\displaystyle {\begin{bmatrix}y_{1,t}\\y_{2,t}\end{bmatrix}}={\begin{bmatrix}c_{1}\\c_{2}\end{bmatrix}}+{\begin{bmatrix}A_{1,1}&A_{1,2}\\A_{2,1}&A_{2,2}\end{bmatrix}}{\begin{bmatrix}y_{1,t-1}\\y_{2,t-1}\end{bmatrix}}+{\begin{bmatrix}e_{1,t}\\e_{2,t}\end{bmatrix}},}
або, що еквівалентно, у вигляді системи двох рівнянь
{\displaystyle y_{1,t}=c_{1}+A_{1,1}y_{1,t-1}+A_{1,2}y_{2,t-1}+e_{1,t}\,}
{\displaystyle y_{2,t}=c_{2}+A_{2,1}y_{1,t-1}+A_{2,2}y_{2,t-1}+e_{2,t}.\,}
Відзначимо, що існує одне рівняння для кожної змінної в моделі. Відзначимо також, що поточне (час t) спостереження кожної змінної залежить від її власних лагів, а також від лагів кожної іншої змінної в VAR.

### Написання VAR(p) як VAR(1)
VAR з p лагами завжди може бути еквівалентним чином переписана як VAR тільки з одним лагом шляхом відповідного перевизначення залежної змінної. Перетворення становить лише нагромадження лагів VAR (p) змінної в новому VAR (1) залежною змінною і додавання тотожності для повного числа рівнянь.
Наприклад, VAR(2) модель
{\displaystyle y_{t}=c+A_{1}y_{t-1}+A_{2}y_{t-2}+e_{t}}
можна переписати як VAR(1) модель
{\displaystyle {\begin{bmatrix}y_{t}\\y_{t-1}\end{bmatrix}}={\begin{bmatrix}c\\0\end{bmatrix}}+{\begin{bmatrix}A_{1}&A_{2}\\I&0\end{bmatrix}}{\begin{bmatrix}y_{t-1}\\y_{t-2}\end{bmatrix}}+{\begin{bmatrix}e_{t}\\0\end{bmatrix}},}
де I — це одинична матриця.

## Структурна та скорочена форма

### Структурні VAR
Структурна VAR з p лагами (часом скорочено SVAR — Structural VAR) — це
{\displaystyle B_{0}y_{t}=c_{0}+B_{1}y_{t-1}+B_{2}y_{t-2}+\cdots +B_{p}y_{t-p}+\epsilon _{t},}
де с0 — це k × 1 вектор констант, Bi — це k × k матриці (для кожного i= 0, …, p) і εt — це k × 1 вектор похибок. Члени головної діагоналі матриці B0 (коефіцієнти iтої змінної в iому рівнянні) масштабуються до 1.
Похибки εt ( структурні шоки) задовольняють умовам (1) — (3) у визначенні вище, з особливістю, що всі елементи поза головною діагоналлю у коваріаційній матриці {\displaystyle \mathrm {E} (\epsilon _{t}\epsilon _{t}')=\Sigma } дорівнюють нулю. Тобто, структурні шоки не корелюють між собою.
Наприклад, структурна VAR(1) з двома змінними
{\displaystyle {\begin{bmatrix}1&B_{0;1,2}\\B_{0;2,1}&1\end{bmatrix}}{\begin{bmatrix}y_{1,t}\\y_{2,t}\end{bmatrix}}={\begin{bmatrix}c_{0;1}\\c_{0;2}\end{bmatrix}}+{\begin{bmatrix}B_{1;1,1}&B_{1;1,2}\\B_{1;2,1}&B_{1;2,2}\end{bmatrix}}{\begin{bmatrix}y_{1,t-1}\\y_{2,t-1}\end{bmatrix}}+{\begin{bmatrix}\epsilon _{1,t}\\\epsilon _{2,t}\end{bmatrix}},}
де
{\displaystyle \Sigma =\mathrm {E} (\epsilon _{t}\epsilon _{t}')={\begin{bmatrix}\sigma _{1}^{2}&0\\0&\sigma _{2}^{2}\end{bmatrix}};}
тобто дисперсії структурних шоків позначаються {\displaystyle \mathrm {var} (\epsilon _{i})=\sigma _{i}^{2}} (i = 1, 2) і коваріація дорівнює {\displaystyle \mathrm {cov} (\epsilon _{1},\epsilon _{2})=0}.
Після написання першого рівняння в явній формі та перенесення y2,t вправо, отримуємо
{\displaystyle y_{1,t}=c_{0;1}-B_{0;1,2}y_{2,t}+B_{1;1,1}y_{1,t-1}+B_{1;1,2}y_{2,t-1}+\epsilon _{1,t}\,}
Зверніть увагу, що y2,t може мати вплив на тогочасне у1,t, якщо B0;1,2 не дорівнює нулю. Це відрізняється від випадку, коли B0 є одиничною матрицею (усі недіагональні елементи дорівнюють нулю — як у первинному визначенні), коли y2,t може вплинути безпосередньо на y1,t+1 і наступні майбутні значення, але не на y1,t.
Через проблему ідентифікації параметрів, оцінка структурного VAR методом найменших квадратів дало б несумісні (inconsistent) оцінки параметрів. Ця проблема може бути подолана через переписання ВАР у скороченій формі.
З економічної точки зору, вважається, що якщо спільна динаміка набору змінних може бути представлена моделлю ВАР, то структурна форма є зображенням основного, «структурного» економічного відношення.
1. Похибки не корелюють між собою. Структурні, економічні шоки, що визначають динаміку економічних змінних припускаються незалежними, що означаю нульову кореляцію між похибками як бажану властивість. Це допомагає виділити ефект економічно незначних впливів у ВАР. Наприклад, немає причини, щоб шок ціни на нафту (як приклад шоку пропозиції) мав вплив на зсув в перевагах (preferences) споживачів у виборі стилю одягу (як приклад шоку попиту); виходячи з цього, ми очікуємо, що дані фактори будуть статистично незалежними.
2. Змінні можуть мати одночасний вплив на інші змінні. Це бажана риса, особливо при використанні даних з низькою частотою. Наприклад, зростання ставки непрямого податку не повинно вплинути на податкові надходження в день оголошення зміни/рішення, але є цілком можливим знайти ефект у даних за цей квартал.

### Скорочена форма ВАР
Після перемноження структурної ВАР з оберненою B0
{\displaystyle y_{t}=B_{0}^{-1}c_{0}+B_{0}^{-1}B_{1}y_{t-1}+B_{0}^{-1}B_{2}y_{t-2}+\cdots +B_{0}^{-1}B_{p}y_{t-p}+B_{0}^{-1}\epsilon _{t},}
і позначивши
{\displaystyle B_{0}^{-1}c_{0}=c,\quad B_{0}^{-1}B_{i}=A_{i}{\text{ for }}i=1,\dots ,p{\text{ and }}B_{0}^{-1}\epsilon _{t}=e_{t}}
отримаємо скорочену ВАР p-го порядку
{\displaystyle y_{t}=c+A_{1}y_{t-1}+A_{2}y_{t-2}+\cdots +A_{p}y_{t-p}+e_{t}}
Відзначимо, що у скороченому вигляді всі змінні справа визначені/відомі в час t. Так як в рівнянні немає ендогенних змінних справа, жодна змінна не має одночасного прямого ефекту на інші змінні в цій моделі.
Однак, похибка в скороченій ВАР є композитом структурних шоків et = B−1
0εt. Таким чином, надходження одного структурного шоку εi, t потенційно може вести до появи одночасного руху/зсуву в усіх ендогенних змінних. Як наслідок, коваріаційна матриця скороченого ВАР
{\displaystyle \Omega =\mathrm {E} (e_{t}e_{t}')=\mathrm {E} (B_{0}^{-1}\epsilon _{t}\epsilon _{t}'(B_{0}^{-1})')=B_{0}^{-1}\Sigma (B_{0}^{-1})'\,}
може мати ненульові елементи поза діагоналлю, таким чином спричиняючи ненульову кореляцію між похибками.

## Оцінка

### Оцінка параметрів регресії
Починаючи з короткого матричного позначення (за деталями дивіться цей додаток)
{\displaystyle Y=BZ+U\,}
Багатоаргументний Метод Найменших Квадратів (БМНК) для B дає:
{\displaystyle {\hat {B}}=YZ^{'}(ZZ^{'})^{-1}}
Альтернатинвно, це може бути переписано, як:
{\displaystyle {\mbox{Vec}}({\hat {B}})=((ZZ^{'})^{-1}Z\otimes I_{k})\ {\mbox{Vec}}(Y)}
де {\displaystyle \otimes } означає добуток Кронекера і Vec векторизацію матриці Y.
Така оцінка є сумісною (consistent) і асимптотично ефективною. Більше того, вона дорівнює оцінці по методу максимальної правдоподібності (maximum likelihood estimator, MLE) (Hamilton 1994, ст. 293).
- Поскільки залежні змінні є однаковими/тими ж в кожному рівнянні, Багатоаргументний Метод Найменших Квадратів (БМНК) дорівнює/рівнозначний оцінці по Методу Звичайних Найменших Квадратів (Ordinary Least Squares, OLS), що застосовується до кожного рівняння окремо, що було показано Zellner (1962).

### Оцінка коваріаційної матриці похибок
Як і в стандартному випадку, оцінка за Методом Максимальної Правдоподібності (ММП) відрізняється від оцінки за МНЗК (методом найменших звичайних квадратів).
Оцінка за ММП:
{\displaystyle {\hat {\Sigma }}={\frac {1}{T}}\sum _{t=1}^{T}{\hat {\epsilon }}_{t}{\hat {\epsilon }}_{t}^{'}}
Оцінка за МНЗК:
{\displaystyle {\hat {\Sigma }}={\frac {1}{T-kp-1}}\sum _{t=1}^{T}{\hat {\epsilon }}_{t}{\hat {\epsilon }}_{t}^{'}} для моделі з константою, k змінних і p лагів.
В матричному позначенні, це дає:
{\displaystyle {\hat {\Sigma }}={\frac {1}{T-kp-1}}(Y-{\hat {B}}Z)(Y-{\hat {B}}Z)^{'}.}

### Оцінювання коваріаційної матриці оцінки/параметра
Коваріаційна матриця параметрів може бути оцінена як:
{\displaystyle {\widehat {\mbox{Cov}}}({\mbox{Vec}}({\hat {B}}))=({ZZ'})^{-1}\otimes {\hat {\Sigma }}.\,}

## Програмне забезпечення
- R: є пакет var, який стосується ВАР моделей[1].
- SAS: VARMAX
- STATA: "var"
- EViews: "VAR"
- Gretl: "var"
- RATS
- [ARFit]:
- Вставка для аналізу часових рпядів в Octave та Matlab: MVAR[недоступне посилання з червня 2019]